# Bloody Mama
Bloody Mama ist ein US-amerikanisches Filmdrama aus dem Jahr 1970 von Roger Corman. Das Drehbuch des Films basiert auf einer Erzählung von Robert Thom und Don Peters und behandelt die Taten einer Verbrecherbande, die von Ma Barker angeführt wurde.

## Handlung
Ma Barker, im Alter von 7 Jahren von ihren Brüdern vergewaltigt, verlangt von ihren vier Söhnen absoluten Gehorsam. Herman ist ein Sadist, Lloyd nimmt Drogen, Fred ist homosexuell und Arthur sehr zurückhaltend. Während der Depression Ende der 1920er Jahre verlässt Ma Barker mit ihren Söhnen ihren Ehemann George, um eine kriminelle Karriere zu starten.
Während eines Überfalls auf eine Fähre verliert Herman die Kontrolle über sich und prügelt einen der Passagiere zu Tode. Um sich zu beruhigen, schläft Herman mit einer Prostituierten. Nach einem weiteren Überfall werden Fred und Herman festgenommen. Im Gefängnis erliegt Fred den Avancen von Kevin Dirkman, der nach seiner Freilassung zum Liebhaber von Ma Barker wird.
Herman bringt seine Geliebte, die Prostituierte Mona, in die Gruppe ein, was auf Ma Barkers Protest stößt. Nachdem Lloyd die junge Rembrandt vergewaltigt hat, ertränken Ma, Kevin und Herman das Opfer in einer Badewanne. Die Bande entführt den Millionär Sam Adams Pendlebury. Obwohl das Lösegeld gezahlt wird, will Ma Barker den Entführten ermorden lassen. Doch ihre Söhne lassen den Mann frei.
Herman wird zum Anführer der Gruppe. In ihrem Versteck am Lake Weir in Florida verraten Herman und Kevin unabsichtlich ihren Aufenthaltsort der Polizei, als sie auf einen Alligator schießen. Die Polizei umstellt das Gebiet, die Barkers wollen sich den Weg freischießen. Doch alle Bandenmitglieder werden getötet, Ma Barker als Letzte.

## Kritiken
„Die Beschreibung eines kompromißlosen Gangsterlebens gibt einen gesellschaftsfeindlichen Bewußtseinszustand als Zwangsprodukt einer ausbeuterischen und gewaltliebenden Gesellschaft aus und unterlegt der historisch verbürgten Hauptfigur in mythologisierender Absicht unangemessene sozialrevolutionäre Züge.“

„Die Geschichte ist ein loser Zusammenschluß einer Kette von makabren Vignetten, mit einer Betonung dramatischer Höhepunkten aber sehr schwacher Charakterentwicklung oder Motivation.“

## Hintergrund
Der Film wurde am 24. März 1970 in den USA uraufgeführt. Knapp ein Jahr später, am 18. März 1971, wurde er auch in den deutschen Kinos gezeigt.
Gedreht wurde in Mountain Home und Little Rock im US-Bundesstaat Arkansas.
Der Film erzählt nicht die wirkliche Lebensgeschichte der Ma Barker, die von 1873 bis 1935 lebte. So gab es z. B. keinen historischen Kevin Dirkman. Die Filmfigur ist vielmehr eine Kombination verschiedener Bandenmitglieder. Besonders Alvin Karpis, der wirkliche Zellenkamerad von Fred Barker, wird durch die Figur des Kevin Dirkman dargestellt. Der Showdown am Filmende entspricht nicht den wirklichen Geschehnissen. In der Hütte am Lake Weir wurden Ma Barker und ihr Sohn Fred am 16. Januar 1935 von Beamten des FBI erschossen. Herman beging schon 1927 Selbstmord. Die Filmfigur des Sam Adams Pendlebury ist an den Bankier Edward Bremer angelehnt, der 1933 von der Bande entführt und gegen die Zahlung von 200.000 US-Dollar freigelassen wurde.
Shelley Winters spielte schon 1966 eine ähnliche Rolle in der Fernsehserie Batman. In zwei Episoden stellte sie Ma Parker dar.
Der Titelsong wird von der Gruppe Bigfoot interpretiert; die musikalische Leitung des Films lag bei Al Mimms.